# Jeannette Büsser
Jeannette Büsser (* 1973) ist eine Schweizer Politikerin (Grüne).

## Leben
Jeannette Büsser machte eine Ausbildung zur Sortimentsbuchhändlerin sowie zur Sozialarbeiterin FH und arbeitet als Berufsbeiständin bei den Sozialen Diensten der Gemeinde Horgen. Sie lebt in Horgen.

## Politik
Jeannette Büsser wurde 2019 in den Kantonsrat des Kantons Zürich gewählt. Sie ist Mitglied der Kommission für soziale Sicherheit und Gesundheit.
Seit 2018 ist Büsser Mitglied der Sozialbehörde der Stadt Zürich.